# Ella Fitzgerald
Ella Jane Fitzgerald (ur. 25 kwietnia 1917 w Newport News, zm. 15 czerwca 1996 w Beverly Hills) – amerykańska wokalistka jazzowa, zwana „Pierwszą Damą Piosenki” (ang. First Lady of Song). Jedna z najwybitniejszych śpiewaczek w historii tego gatunku. Odznaczona Medalem Wolności przez prezydenta George’a Busha.

## Życiorys
W 1934 debiutowała w konkursie piosenki w „Apollo Theater” w nowojorskim Harlemie. Szybko została dostrzeżona jako obiecujący talent i zaangażowana do orkiestry swingowej Chicka Webba. Po jego śmierci objęła kierownictwo zespołu (1939) i zmieniła jego nazwę na Ella Fitzgerald and Her Famous Orchestra.
W 1941 rozpoczęła karierę solową, śpiewając w klubach i salach koncertowych Nowego Jorku. W tym czasie przyjęła wyróżniający się styl śpiewania – scat. Od 1946 odbywała międzynarodowe podróże koncertowe z amerykańskim impresario Normanem Granzem i występowała m.in. z Countem Basiem, Dukiem Ellingtonem oraz z grupą All Stars (w ramach Jazz at the Philharmonic). W 1965 wystąpiła w Polsce. Od połowy lat 50. XX wieku z powodzeniem nagrywała utwory George’a Gershwina i Cole Portera
Trzykrotnie wychodziła za mąż. Jej drugim mężem był słynny kontrabasista Ray Brown, z którym adoptowała syna swojej kuzynki. Pod koniec życia straciła wzrok wskutek zaawansowanej cukrzycy, a w 1993 z powodu dalszych powikłań przeszła amputację nóg. Niedługo po ostatniej operacji zmarła w swoim domu w Beverly Hills. Została pochowana na cmentarzu Inglewood Park w Inglewood.

## Wybrane nagrody i wyróżnienia
- 1961: honorowe członkostwo Alpha Kappa Alpha
- 1965: nagroda American Society of Composers, Authors and Publishers
- 1967: honorowa prezesura The Martin Luther King Foundation
- 1976: Award of Distinction przyznana przez The National Association of Sickle Cell Diseases
- 1985: NEA Jazz Masters Award[5]
- 1987: National Medal of Arts[6]

## Wybrana dyskografia
- 1949: South Pacific
- 1956: 
  - Ella Fitzgerald Sings the Cole Porter Songbook
  - Ella and Louis
  - Ella Fitzgerald Sings the Rodgers & Hart Songbook

- 1957: Ella Fitzgerald Sings the Duke Ellington Songbook
- 1958: Ella Swings Lightly
- 1959: Ella Fitzgerald Sings the George and Ira Gershwin Songbook
- 1960: Ella in Berlin: Mack the Knife
- 1962: Ella Swings Brightly with Nelson